# Rolly Crump
Pour les articles homonymes, voir Crump.
Roland Fargo Crump, dit Rolly Crump, né le 27 février 1930 à Alhambra en Californie et mort le 12 mars 2023 à 93 ans, à Carlsbad en Californie, est un animateur et imagineer américain ayant travaillé entre autres pour les studios Disney.

## Biographie

### Enfance et jeunesse
Rolly Crump né le 27 février à Alhambra en Californie.

### Animation
En 1952 , profitant d'un congé sans solde dans son usine de céramique, Rolly Crump rejoint les studios Disney comme intervalliste puis assistant animateur,.

### Création d'attractions
En 1959, il rejoint WED Enterprises et participe à la conception des attractions dont Haunted Mansion, Enchanted Tiki Room et celles pour la Foire internationale de New York 1964-1965. Il est l'artiste auteur du mobile intitulé Tower of the Four Winds situé à l'entrée de l'attraction It's a Small World,détruit après la fermeture de la foire mais qui est remplacé par la tour-horloge avec des enfants musiciens en 1966,. 
Il participe ensuite à la conception du Magic Kingdom et des décors du spectacle Disney on Parade en 1970.
Au début des années 1970, il quitte Disney pour participer à la conception des Busch Gardens de Floride et Californie, du ABC Wildlife Preserve dans le Maryland, et le Ringling Bros. and Barnum & Bailey Circus World en Floride.
En 1975, il design l'attraction Knott’s Bear-y Tales pour le parc californien Knott's Berry Farm.
Il réintègre Disney et travaille sur le projet Epcot dont les pavillons The Land et Wonders of Life. 
En 1981, il quitte de nouveau Disney pour travailler sur le spectacle The Birds in the Gilded Cage pour le casino Golden Nugget à Atlantic City. 
En 1983, il fonde sa société, Mariposa Design Group avec laquelle il travaille sur d'autres projets pour des parcs à thèmes jusqu'en 1989. 
En 1992, il réintègre Disney et prend officiellement sa retraite en 1996,. 

### Retraite
En 2012, avec l'aide de Jeff Heimbuch, il écrit et publie son autobiographie appelée It’s Kind of a Cute Story,.
Il meurt en mars 2023.

## Filmographie
Il travaille comme intervalliste puis comme assistant animateur.
- 1953 : Peter Pan, assistant animateur
- 1955 : La Belle et le Clochard, assistant animateur
- 1959 : La Belle au bois dormant, assistant animateur